# نينوس آحو
نينوس آحو (بالإنجليزية: Ninos Aho)‏، (السرياني الكلاسيكي: ܢܝܢܘܣ ܐܚܐ) (24 أبريل 1945-15 يوليو 2013)، كان شاعرًا وناشطًا آشوريًا. وهو معروف بأنه أحد رواد الحركة القومية الآشورية الحديثة.

## النشأة والتعليم
ولد مالفونو نينوس آحو لعائلة آشورية في قرية صغيرة من جركه شامو (بالإنجليزية: Gerkeh-Shamo)‏ في سوريا. انتقل إلى القامشلي وبعد ذلك إلى دمشق لمواصلة دراسته. في عام 1971، هاجر إلى الولايات المتحدة. بعد أن أقام في الولايات المتحدة لمدة عشرين عامًا، عاد مالفونو نينوس إلى سوريا مع زوجته أوجاريت وأطفالهما الأربعة من أجل تعزيز إيمانه بالقضية الآشورية. في عام 2001، عاد آحو وعائلته إلى الولايات المتحدة عندما تم تشخيص آحو بمرض ليمفوما اللاهودجكين، وتوفي بسبب المضاعفات في 15 يوليو 2013 في سان بيدرو، كاليفورنيا. 

## العمل والنشاط
شارك مالفونو نينوس آحو في النشاط القومي الآشوري في سن مبكرة. التحق بالتنظيم الآشوري الديمقراطي عام 1961 خلال تجمع سري. من أجل التحايل على القمع الرسمي لمشاعر القومية غير العربية، استخدم قصائده لتتلوها جوقات الكنيسة السريانية الأرثوذكسية المحلية من أجل الوصول إلى الجمهور.  اكتسب شعبية واسعة بعد هجرته إلى الولايات المتحدة وأدى موسيقيون بارزون من الشرق الأوسط قصائده مثل نينيب لحدو ووادي الصافي.
كُتبت معظم قصائده مثل `` حبة القمح (ܚܒܬܐ ܕܚܢܛܐ ، Ḥabṯo D'Ḥeo) باللغة السريانية الغربية العامية، بينما كُتبت قصائد أخرى مثل New Assyrian (ܐܬܘܪܝܐ ܚܕܬܐ ، turāyā kātā) باللغة العامية الشرقية.